# Aage H. Andersen
Aage H. Andersen, född 1 juli 1892, död 27 februari 1968, var en dansk politiker i det nazistiska partiet DNSAP.

## Biografi
Aage H. Andersen gick 1933 med i Wilfred Petersens National Socialistisk Parti. Året efter bytte han partitillhörighet och anslöt sig till DNSAP. Han ställde upp i folketingsvalet 1935, med uteslöts senare samma år för sina grova uttalanden om judefrågan. Den 31 oktober 1935 grundade han National Socialistisk Arbejder Parti (NSAP) och senare, 31 oktober 1941, föreningen Dansk Antijødisk Liga, DAL.
Han dömdes till 80 dagars fängelse av Østre Landsret år 1938 för förtal av en annan religion. Han kom senare att flera gånger dömas för liknande brott. Från maj 1939-maj 1943 gav han ut tidningen Kamptegnet, som från juni 1940 till februari 1942 redigerades av Olga Eggers. Från december 1943 till december 1944 var han redaktör for tidningen Racetjenesten (Rastjänsten). Under andra världskriget gav han ut flera antisemitiska böcker. 26 januari 1941 inledde han åter ett samarbete med DNSAP, där han blev stabschef för Racepolitisk Centralkontor (raspolitiska centralavdelningen). 20 maj 1944 uteslöts han ur DNSAP eftersom han blivit chef för deras Centralkontor for Racespørgsmål, centralavdelningen för rasfrågor.
19 augusti 1947 blev Andersen dömd till åtta års fängelse av Københavns Byret. 24 februari 1948 dömdes han till tio års fängelse av Østre Landsret.